# BMW K 1300 GT
Die BMW K 1300 GT ist ein vollverkleidetes Motorrad der Bayerischen Motoren Werke. Der Sporttourer wurde am 7. Oktober 2008 auf der Zweiradmesse Intermot in Köln vorgestellt. Wie alle Modelle der K-Baureihe wurde das Motorrad im BMW-Werk Berlin in Spandau hergestellt und 2011 von der K 1600 GT abgelöst. Das Kürzel GT steht für Grand Tourismo.
Vergleichbare Konkurrenzmodelle sind die Sporttourer Yamaha FJR1300, Kawasaki 1400GTR, Moto Guzzi Norge 1200/GT 8V und Honda ST1300 Pan European.

## Konstruktion
Die BMW K 1300 GT ist ein Sporttourer mit starkem Motor, gutem Windschutz, komfortabler Sitzposition und gutem Fahrwerk. Basis dieses Modells ist die BMW K 1200 GT.

### Antrieb
Der flüssigkeitsgekühlte Vierzylindermotor erzeugt aus 1293 cm³ Hubraum eine Nennleistung von 118 kW (160 PS) bei einer Drehzahl von 9000 min−1 und ein maximales Drehmoment von 135 Nm bei 8000 min−1. Die vier Zylinder des Reihenmotors haben eine Bohrung von 80 mm, der Kolbenhub beträgt 64,3 mm. Das Verdichtungsverhältnis ist mit 13,0 : 1 sehr hoch. Die zwei kettengetriebenen obenliegenden Nockenwellen betätigen über Schlepphebel je zwei Einlass- und Auslassventile pro Zylinder.
Das Motorrad beschleunigt in 3,3 Sekunden von 0 auf 100 km/h und erreicht eine Höchstgeschwindigkeit von 260 km/h.

### Kraftübertragung
Im Primärtrieb verbinden Zahnräder die Kurbel- mit der Kupplungswelle. Eine hydraulisch betätigte Mehrscheibenkupplung rotiert im Ölbad und trennt den Motor vom Getriebe. Das klauengeschaltete Getriebe mit Schrägverzahnung hat sechs Gänge. Im Sekundärantrieb überträgt ein Kardanantrieb das Motordrehmoment vom Getriebeausgang über eine Gelenkwelle zur Hinterachse. Elastomer-Elemente in der zweistufigen Gelenkwelle sollen Lastwechselreaktion mindern. Eine als Paralever bezeichnete Momentabstützung oberhalb der Einarmschwinge reduziert die störenden Reaktionskräfte des Kardanantriebs beim Beschleunigen und Verzögern.

### Elektrische Anlage
Die Starterbatterie hat eine Kapazität von 19 Amperestunden und versorgt den elektrischen Anlasser, der Drehstromgenerator leistet 945 Watt. Der Bordcomputer kommuniziert mit den elektronischen Steuerungskomponenten von Motor und Fahrwerk über einen CAN-Bus. Das Rücklicht ist mit handelsüblichen Leuchtmitteln bestückt. Gegen Aufpreis gibt es ein Xenonlicht, Sitz- und Griffheizung sowie einen Tempomat.

### Kraftstoffversorgung
Der Motor hat eine computergesteuerte Benzineinspritzung und Transistorzündung. Der durchschnittliche Kraftstoffverbrauch beträgt 5,8 Liter auf 100 km. Der Kraftstofftank fasst 24 Liter, davon sind 4 Liter Reserve. Der Hersteller empfiehlt die Verwendung von bleifreiem Benzin mit einer Klopffestigkeit von mindestens 95 Oktan. Die theoretische Reichweite beträgt 414 km. Ein geregelter Drei-Wege-Katalysator senkt in der Abgasnachbehandlung die Schadstoffe unter die Grenzwerte der Abgasnorm Euro-3. Die 4-in-1-Auspuffanlage mündet auf der rechten hinteren Fahrzeugseite in einen Endschalldämpfer.

### Fahrwerk und Bremsanlage
Das Fahrwerk baut auf einem Brückenrahmen aus Aluminium auf, der Heckrahmen ist angeschraubt. Der Lenkkopfwinkel beträgt 60,6 Grad, woraus ein Nachlauf von 112 mm resultiert. Das Vorderrad wird von einer Duolever-Aufhängung mit 115 mm Federweg geführt und von einer Doppelscheibenbremse mit Vier-Kolben-Bremssätteln verzögert. Das Hinterrad ist an einer Zweigelenk-Einarmschwinge aus Aluminium befestigt und wird von einer Scheibenbremse mit Zwei-Kolben-Schwimmsattel verzögert. Ein Antiblockiersystem (ABS) unterstützt die Verzögerung an beiden Bremsen. Dabei wirkt die Fußbremse auf das Hinterrad und die Handbremse auf beide Räder. Eine Antriebsschlupfregelung (ASC) und eine Fahrwerksunterstützung mit der Bezeichnung Electronic Suspension Adjustment (ESA) wird optional angeboten. Das Motorrad verzögert von 100 km/h in den Stand mit durchschnittlich 10,13 m/s² und benötigt einen Bremsweg von 38 Meter. Vollgetankt wiegt die GT 298 kg. Die maximale Zuladung beträgt 222 kg.

## Tests
Das deutsche Magazin Motorrad führte ab 2009 einen Langzeittest über 50.000 km durch. Während dieses Tests kam es nach 24.766 km zu einem Bersten des Kupplungskorbes bei einer Geschwindigkeit von 240 km/h, einem Motorschaden bei 36.770 km (mit neuem Motor) sowie zu Elektronikproblemen.

## Kritiken
„Die angegebene Höchstgeschwindigkeit von 260 km/h ist kein theoretischer Wert, sondern erstaunlich leicht zu erreichen und – bei entsprechender Verkehrslage – auch über längere Distanzen zu fahren. Dabei spielt es keine Rolle, ob die elektrisch verstellbare Scheibe in höchster Position steht und ob die zwei serienmäßigen Seitenkoffer montiert sind. Die GT zieht stoisch ihre Bahn.“

„Während bei der 1200er-Vorgängerin das Getriebe noch rustikal agierte und bei Passanten mit lauten Schlägen den Eindruck erweckte, der K-Treiber könne nicht schalten, gehen die Gangwechsel bei der 1300er harmonischer ab. Gleiches gilt für die Lastwechselreaktionen. Das ‚Kadatsch‘, was jedes leichte Gas auf, Gas zu aus dem Endantrieb begleitete, ist dank modifizierten Kardans mit zweistufiger Gelenkwelle weitestgehend verschwunden und nur noch bei ganz niedrigen Drehzahlen ansatzweise spürbar.“